# گول‌کوی (حمام‌اوزو)
گول‌کوی (به ترکی استانبولی: Gölköy) یک منطقهٔ مسکونی در ترکیه است که در حمام‌اوزو واقع شده‌است.